# Degré d'ionisation

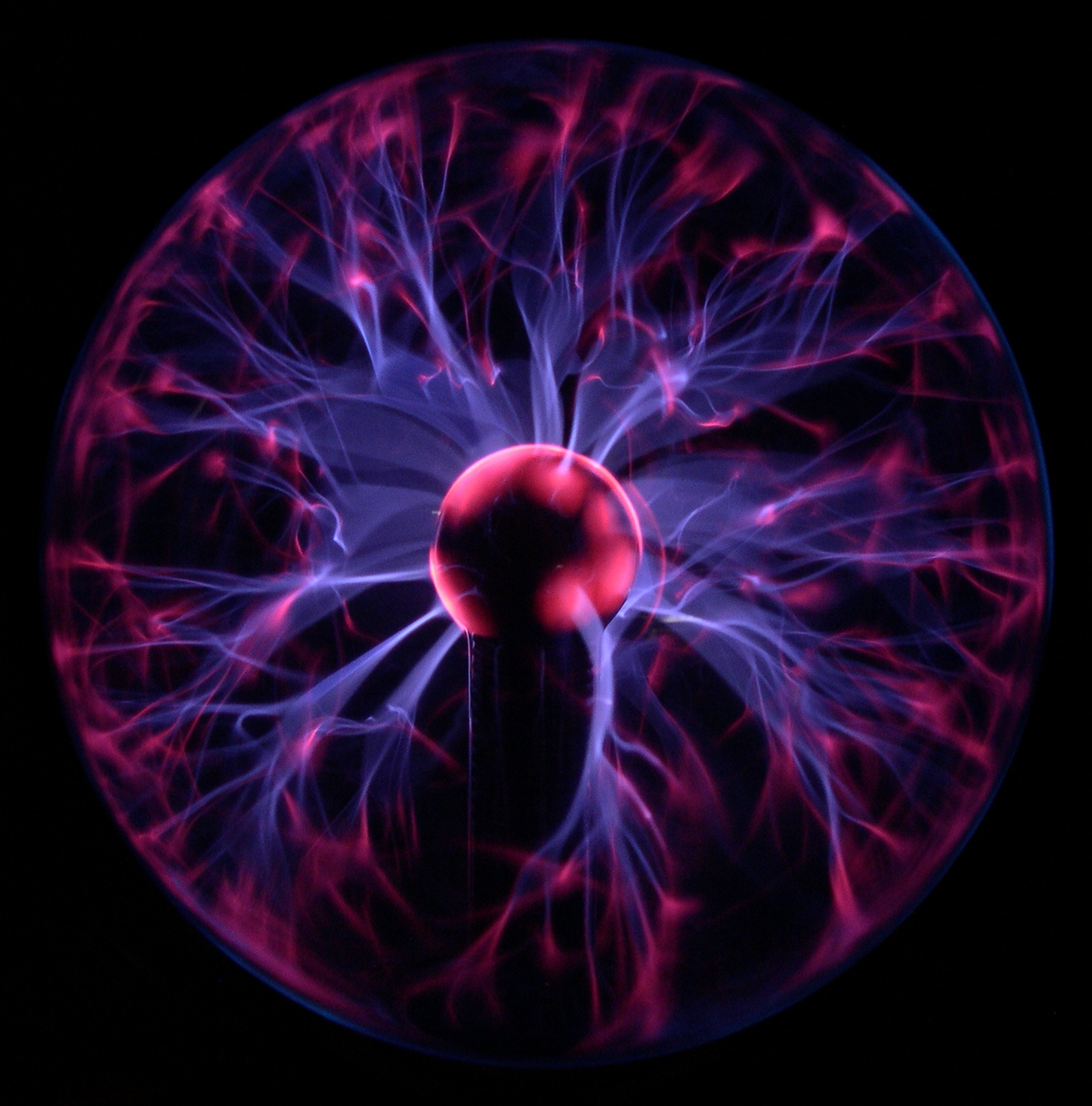
Une lampe à plasma, illustrant un faible degré d'ionisation (ici du gaz partiellement ionisé)

Le degré d'ionisation est le nombre d'électrons qu'un atome neutre a perdu lors d'un processus physique ionisant, tel que la radiation, un choc ou une collision.
En spectroscopie, le degré d'ionisation est noté par un chiffre romain qui suit le symbole de l'élément. Un atome neutre est indiqué par I ; un atome simplement ionisé — celui qui a perdu un électron — est indiqué par II ; et ainsi de suite. Ainsi, par exemple, O VI indique un atome d'oxygène qui a perdu cinq électrons.